# Cardiocondyla wheeleri
Cardiocondyla wheeleri é uma espécie de formiga do gênero Cardiocondyla, pertencente à subfamília Myrmicinae.